# Подрядниково
Подря́дниково — деревня в муниципальном округе Егорьевск Московской области России.

## География
Деревня Подрядниково расположена в восточной части муниципального округа Егорьевск, примерно в 18 километрах к юго-востоку от города Егорьевск. В 4 километрах к северу от деревни протекает река Цна. Высота над уровнем моря 139 метров.

## Название
В письменных источниках упоминается как Подрядино (1577 год), Подрядниково (XVIII век), Порядино (Подрядниково) (1862 год), со второй половины XIX века — Подрядниково.
Название связано с предполагаемым некалендарным личным именем Подряд.

## История
На момент отмены крепостного права деревня принадлежала помещику Мерлину. После 1861 года деревня вошла в состав Двоенской волости Егорьевского уезда. Приход находился в селе Завражье.
В 1926 году деревня входила в Астанинский сельсовет Двоенской волости Егорьевского уезда.
До 1994 года Подрядниково входило в состав Подрядниковского сельсовета Егорьевского района, а в 1994—2006 годы — Подрядниковского сельского округа.
До 2015 года входила в состав сельского поселения Юрцовское.

## Демография
В 1885 году в деревне проживало 331 человек, в 1905 году — 439 человек (223 мужчины, 216 женщин), в 1926 году — 363 человека (155 мужчин, 208 женщин). По переписи 2002 года — 79 человек (33 мужчины, 46 женщин). Население — 110 человек (2010).
| 1859 | 1868 | 1885 | 1905 | 1926 | 2002 | 2006 |
| ---- | ---- | ---- | ---- | ---- | ---- | ---- |
| 264  | ↗305 | ↗331 | ↗439 | ↘363 | ↘79  | ↘69  |
| 2010 |      |      |      |      |      |      |
| ↗110 |      |      |      |      |      |      |